# Grillen
Grillen er en dansk kortfilm fra 2003, der er instrueret af Daniel Horowitz efter eget manuskript.

## Handling
En sen aften dybt, dybt inde i storbyen er to unge mænd faret vild undervejs til en fest. I en skummel gyde støder de på en grillbar, hvor de beslutter sig for at snuppe en bid mad, inden de tager videre. Det viser sig at være et meget ulækkert sted.